# Пожар в клубе «Station»
Пожар в клубе «Station» (англ. The Station nightclub fire) — трагедия, произошедшая 20 февраля 2003 года в городе Уэст-Уорик, штат Род-Айленд. Пожар произошёл поздно вечером в ночь с четверга на пятницу. Во время концерта в клубе «Station» рок-группа Great White использовала пиротехнику. Искры фейерверка, установленного на сцене, ударили в стены здания, отделанные звукоизолирующими панелями из пенопласта. В течение 40 секунд огонь распространился по стенам и потолку, и помещение стало наполняться едким дымом. Спустя минуту после начала возгорания была включена пожарная сигнализация и началась эвакуация посетителей и персонала клуба. Несмотря на наличие аварийных выходов, большинство пытались спастись через узкий главный вход, что привело к давке. К моменту прибытия пожарных команд через 4 минуты после начала возгорания всё помещение клуба было объято пламенем, в дальнейшем рухнула крыша здания. Пожар унёс жизни 100 человек (включая гитариста рок-группы), 230 получили ранения.
Весь пожар от начала возгорания до прибытия экстренных служб был снят на видеокамеру профессиональным оператором Брайаном Батлером, вовремя заметившим опасность и успевшим одним из первых выбежать из клуба. Владельцы изначально пригласили его для подготовки сюжета о мерах безопасности в местах большого скопления людей.
Следствие подтвердило вину владельцев «Station» Майкла и Джеффри Дердеряна и менеджера Great White Дэниела Бикли, устанавливавшего фейерверки. На суде все трое признали свою вину в нарушении ряда мер предосторожности и непреднамеренном убийстве и были приговорены к тюремному заключению, а владельцы клуба также — к крупному денежному штрафу. Бикли вышел на свободу в 2008 году, а его брат Майкл Дердерян в 2009 году получил условный срок. Семьям погибших и пострадавшим были выплачены денежные компенсации общей суммой более 2 млн долларов.
После пожара в клубе Station Национальный институт стандартов и технологий провёл исследование, в ходе которого были изучены видеозаписи пожара, снятые посетителями. После тщательного разбора инцидента и многочисленных следственных экспериментов, которые включали в себя имитацию пожара при схожих обстоятельствах, а именно с пиротехникой и пластиковой изоляцией, НИСТ предложил принять ряд новых мер для предотвращения пожаров в будущем. Среди прочих были сделаны следующие рекомендации:
- принять агрессивные и эффективные методы противопожарной инспекции;
- проводить инспекции высококвалифицированными специалистами;
- лучше изучить поведение человека в экстремальных ситуациях;
- разработать компьютерные программы для эффективного принятия решений по обеспечению противопожарной безопасности в помещениях;
- установить автоматические средства пожаротушения.